# Grief
Grief (englisch: Leid) war eine 1991 gegründete und 2006 aufgelöste US-amerikanische Sludge-Band aus Boston, Massachusetts, die sich 2009 als Come to Grief reformierte.

## Geschichte
Grief wurde 1991 durch die drei ehemaligen Disrupt-Mitglieder Randy Odierno (Bass), Jay Stiles (Gesang) und Terry Savanstano (Gitarre) und dem Schlagzeuger Pete Donovan gegründet. Als erste Single veröffentlichte Grief das Lied Depression auf dem eigenen Grievance Label, es folgten diverse EPs und Split-Veröffentlichungen, unter anderem Splits mit Dystopia und 16. 1993 veröffentlichte Grief die Kompilation ihres bisherigen Schaffens unter dem Titel der ein Jahr zuvor veröffentlichten EP Dismal. Für Dismal arbeitete Grief mit dem Independent Label Common Cause zusammen. Im folgenden Jahr veröffentlichte Grief ihr reguläres Debütalbum Come to Grief über Century Media. Im Decibel Magazine wurde das Album 2011 als vergessener Klassiker des Extreme Metal und des, zur Zeit der Besprechung, populären Sludge, besprochen. Grief wechselte im Anschluss den Vertragspartner zu Pessimiser Records, mit welchem sie bis zum Ende ihrer Karriere kooperierten. Bei Pessimier erschienen die Alben Miserably Ever After, Torso und das finale And Man Becomes the Hunted.
Über die Jahre wechselten Grief mehrfach die Musiker, vornehmlich die Position des Schlagzeugers stand häufig zur Debatte. Keines der Gründungsmitglieder war bis zum Zeitpunkt der Auflösung aktives Bandmitglied. 1993 verließen Donovan und Stiles die Band und wurden durch Rick Johnson am Schlagzeug und Steve Nelson als Gitarrist ersetzt. Als Johnson 1996 die Band verließ, spielte Grief mit unterschiedlichsten Schlagzeugern. Zeitweise agierte Odierno, der zuvor bei Disrupt Schlagzeug gespielt hatte, als Schlagzeuger, woraufhin die Band Eric Harrison als Bassisten engagierten. Nach Odiernos Ausstieg folgten unter anderem Tim Morse von Anal Cunt und Chuck Conlon. Nachdem Rick Johnson im Jahr 2000 zurückkehrte, um 2001 die Band erneut zu verlassen, beendete Grief ihre Laufbahn. Nach dieser ersten Auflösung veröffentlichte Southern Lord die Kompilation Turbulent Times mit rarem Material der Band.
Grief veröffentlichte vier Alben, diverse Split-Veröffentlichungen, EPs und Singles. Nach einer Wiedervereinigung im Jahr 2005, der ein Livealbum und eine Single folgten, löste sich die Band 2009 erneut auf und reformierte sich 2015 als Come to Grief.

## Stil
Grief wird gemeinhin dem Sludge zugerechnet. Laut Alex Henderson wurde das langsame und kraftvolle Gitarrenspiel der Band durch Black Sabbath, Saint Vitus und Candlemass beeinflusst. Jedoch sei Grief diesen Bands gegenüber „schartig, lärmend, rau und brutal dissonant.“ Der Gesang sei ein gequälter Schreigesang, der Ähnlichkeiten mit dem in Death Metal, Black Metal und Grindcore aufweise. Die Mischung aus grindcoreartigem Gesang und durch Black Sabbath beeinflusste Riffs, machte Grief laut Henderson zu einer der „interessantesten Alternative-Metal-Bands der 1990er“. Laut Treppel brachte Grief ihre Erfahrungen aus der Hardcoreszene aus Massachusetts in ihren Stil ein. Henderson zufolge hatten Grief großen Einfluss auf den Stoner Rock, ohne selbst im Genre zu spielen.

## Diskografie
Alben
- 1994: Come to Grief (Century Media)
- 1996: Miserably Ever After (Pessimiser Records)
- 1998: Torso (Pessimiser Records)
- 2000: …and Man Will Become the Hunted (Pessimiser Records)

Kompilationen
- 1993: Dismal (Common Cause)
- 2002: Turbulent Times (Southern Lord)

Live
- 2006: Alive (Southern Lord)

Split, Singles, EPs
- 1992: Grief (Single, Grievance Records)
- 1992: Dismal (EP, Grievance Records)
- 1993: Lifeless / Sleep (Split mit Dystopia, Life Is Abuse)
- 1993: Grief / 13 (Split mit 16, Grievance Records)
- 1994: Trigger Happy / Pessimiser (Split mit 16, Pessimiser Records)
- 1995: Green Vegetable Matter / Soilent Green (Split mit Soilent Green, Pessimiser Records)
- 1995: No Choice / Terrorism of Thought… Terrorism of Sound. (Split mit Suppression, Bovine Records)
- 1995: Corrupted / Grief (Split mit Corrupted, HG Fact)
- 1998: Bored / At Dawn They Sleep (Split mit 16, Pessimiser Records)
- 1999: He’s No Good to Me Dead - 74 Minutes of Extreme Pain (Split mit Sourvein, Bongzilla, Negative Reaction und Subsanity, Game Two Records)
- 2008: European Tour (Single, Alerta Antifascista Records)